# Zbrodnie w Jarosławiczach
Zbrodnie w Jarosławiczach – zbrodnie na polskich oraz ukraińskich mieszkańcach wsi Jarosławicze dokonane przez oddział UPA oraz niezrzeszonych Ukraińców zamieszkałych we wsi.
Jarosławicze były wsią ukraińską, zamieszkaną ponadto przez kilkanaście rodzin polskich, a do roku 1941 lub 1942 także przez pojedyncze żydowskie. Oddziały UPA pojawiały się w miejscowości już w styczniu, lutym i maju 1943, jednak za każdym razem rezygnowały z napadu lub wyrządzały jedynie pomniejsze straty materialne. Według wspomnień zgromadzonych przez Władysława i Ewę Siemaszków, rankiem 22 maja lub 18 czerwca tego samego roku doszło do zmasowanego ataku na wieś, w czasie którego oddział UPA zamordował, w kilku przypadkach z użyciem tortur, co najmniej 54 Polaków. Zginęło również troje Ukraińców, którzy wcześniej czynnie pomagali Polakom. Pojedyncze osoby zdołały uciec z miejsca napadu. Następnego dnia Stanisław Żukowski, który w czasie masakry zdołał uratować się ucieczką, w towarzystwie stryja, mieszkańca Dubna, wrócił na miejsce zdarzenia w celu dokonania oceny sytuacji. Na miejscu obydwaj zostali zaatakowani i zabici przez miejscowych Ukraińców. Inni Polacy, którzy uciekli z Jarosławicz, otrzymali pomoc od czeskich mieszkańców sąsiedniej wsi Krupa Graniczna.